# 台北北警察署

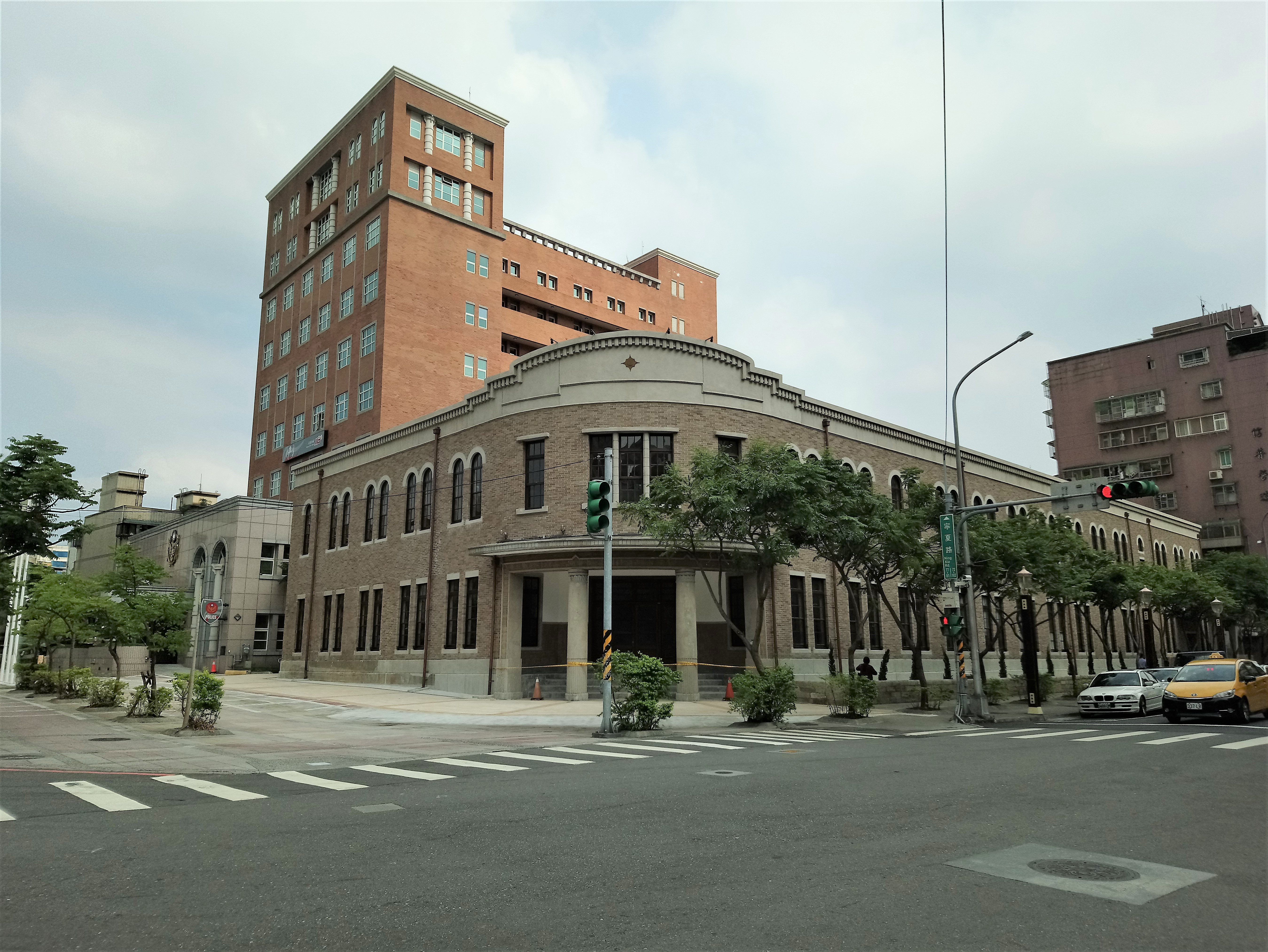
かつての台北北警察署。現在は台湾新文化運動紀念館

台北北警察署（たいほくきたけいさつしょ）は台北市大同区寧夏路に位置する台北市市定古跡。
日本統治時代に旧台北城北門以北を管轄する警察署として台北北警察署が設立され、警察庁舎が大稲埕地区に1933年建設された。交差点に建築された3階建のコンクリート製の建物は、流線型を基本として西洋円柱式建築を採用している。また外壁には北投窯廠で製作された褐色レンガが使用され、窓は半円状の設計となっている。
これらの現代建築としての特徴以外に、外壁で使用されている石材は1900年に撤去された台北城の石材を再利用したものであり、また建物内部には台湾唯一の扇状拘置所及び水牢が残されている。
1945年の終戦にともない台北警察署は台北警察局と改変され、建物も警総隊第一分局及大同分局に使用された。台北市では現在史跡指定以外に、その建築物を利用して「警察博物館」を開設する予定である。計画では大同分局は新庁舎に移転し、台湾新文化運動紀念館としても利用すべく準備室が設けられている。